# Datagram Delivery Protocol
Das Datagram Delivery Protocol (DDP) ist das Datenübertragungsprotokoll innerhalb von AppleTalk-Netzwerken. DDP ist vergleichbar mit dem Internet Protocol (IP) und gehört so wie dieses zur Vermittlungsschicht.
Name Binding Protocol (NBP), Routing Table Maintenance Protocol und Zone Information Protocol (ZIP) nutzen DDP (Datagram Delivery Protocol).

## Adressierung
DDP-Adressen bestehen aus einer 2-Byte Netzwerknummer (also im Bereich 0…65535) und einer 1-Byte Knoten-ID (also im Bereich von 0…255). Die Adressierung der einzelnen Knoten wird komplett dynamisch ausgehandelt. Ein im lokalen Netzwerksegment vorhandener Router dient dabei als Vergabeeinheit für die Netzwerknummer(n).

## Pakettypen
DDP kennt zwei Pakettypen:
- Short-Header, für die Kommunikation in nonextended, Phase1 Netzwerken (5-Byte Header, 587 Bytes Nutzdaten),
- Extended-Header für die Kommunikation in extended, Phase2 Netzwerken (13-Byte Header, 587 Bytes Nutzdaten).

Optional können auch in nonextended-Netzwerken extended-Header benutzt werden.

## Der AppleTalk-Protokollstapel
Die AppleTalk-Protokolle lassen sich in mehrere Schichten einteilen, die einen Protokollstapel (protocol stack) bilden.
Die Protokolle lassen sich wie folgt in das ISO-OSI-Referenzmodell einordnen:
| OSI-Schicht | AppleTalk Protokollstapel | AppleTalk Protokollstapel | AppleTalk Protokollstapel | AppleTalk Protokollstapel | AppleTalk Protokollstapel | AppleTalk Protokollstapel | AppleTalk Protokollstapel |
| 7           |                           |                           | AFP                       | PAP                       |                           |                           |                           |
| 6           |                           |                           | AFP                       | PAP                       |                           |                           |                           |
| 5           | ZIP                       | ZIP                       | ASP                       |                           |                           | ADSP                      |                           |
| 4           |                           | ATP                       | ATP                       | AEP                       | NBP                       |                           | RTMP                      |
| 3           | DDP                       | DDP                       | DDP                       | DDP                       | DDP                       | DDP                       | DDP                       |
| 2           |                           | LLAP                      | ELAP                      | TLAP                      | FDDI                      | ←AARP                     |                           |
| 1           |                           | LocalTalk                 | Ethernet Treiber          | Token Ring Treiber        | FDDI Treiber              |                           |                           |